# Alta Valle della Sava
L'alta Valle della Sava (in sloveno Zgornjesavska dolina) è una valle delle Alpi Giulie situata nella regione dell'Alta Carniola.

## Descrizione
Inizia a Rateče a 870 m di altitudine e termina a Moste a 560 m. È il confine geografico tra le Alpi Giulie e le Caravanche. I più grandi insediamenti nella valle sono Kranjska Gora e Jesenice.

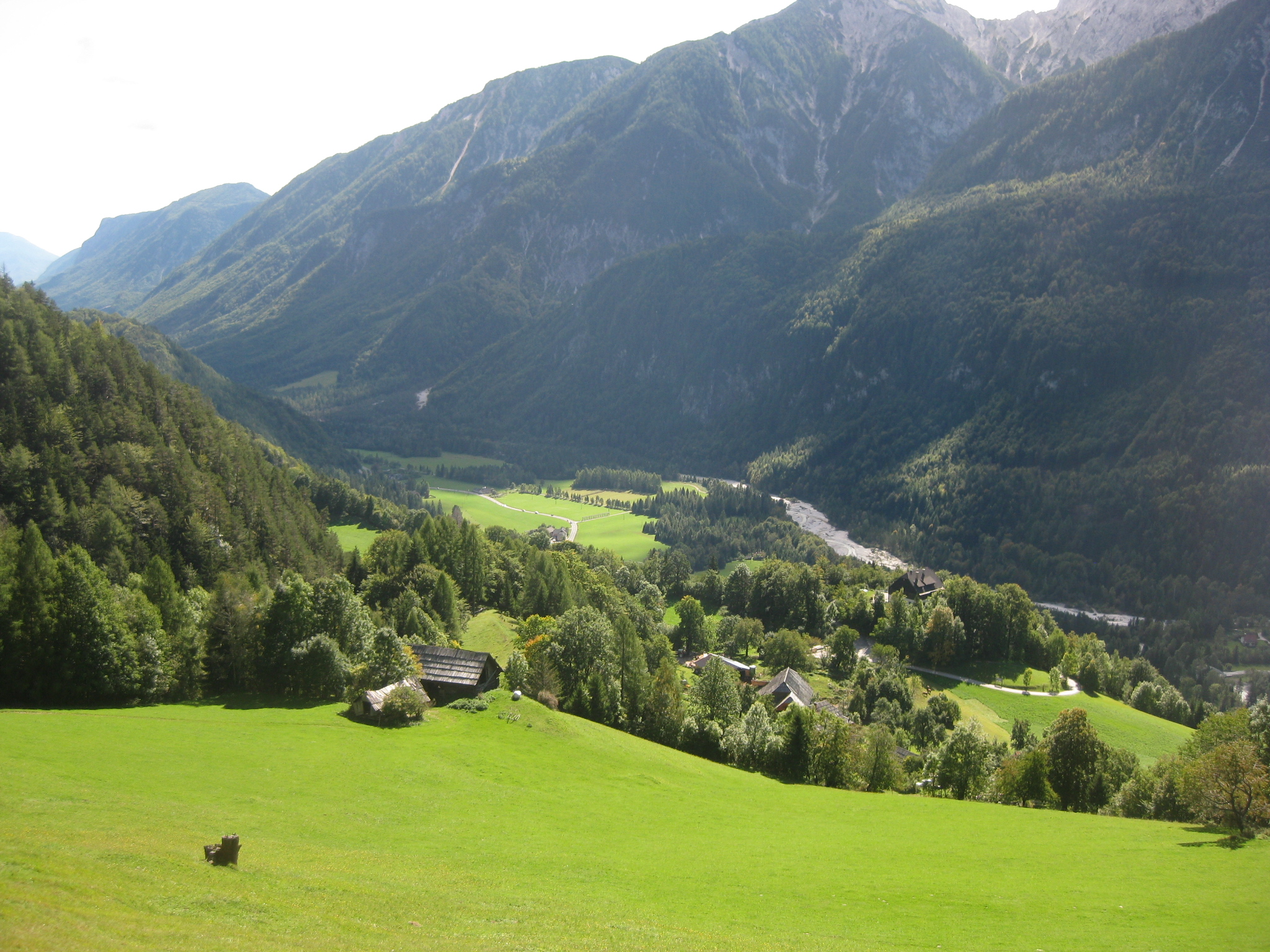
Vista di Gozd Martuljek da Sdrednji Vrh